# Kerk van Manslagt
De Kerk van Manslagt (Manslagter Kirche) is de hervormde kerk in het Oost-Friese Manslagt in de Duitse gemeente Krummhörn (Nedersaksen). Het bedehuis werd omstreeks het jaar 1400 op een warft gebouwd.

## Geschiedenis
In de middeleeuwen behoorde Manslagt tot de proosdij Groothusen in het bisdom Münster. Met de komst van de reformatie sloot de gemeente zich bij de gereformeerde leer aan. De laatgotische zaalkerk werd rond het jaar 1400 opgericht, mogelijk ter vervanging van een oudere voorgangerkerk. Enkele oudere voorwerpen uit de 12e en 13e eeuw vormen hiervoor een aanwijzing.

## Beschrijving
De kerk is een met een zadeldak overdekte rechthoekige zaalkerk van baksteen. Het gebouw meet 32 bij 9,6 meter. In de lengtemuren zijn dichtgemetselde geprofileerde rondboogportalen en spitsboogramen (drie in het noorden, vijf in het zuiden). De gevels zijn in het bovenste deel met blindnissen versierd, terwijl in de onderste delen twee spitsboogramen zijn ingebracht. Een kleine westelijke voorbouw markeert de toegang tot het kerkgebouw. Het kerkgebouw heeft nooit gewelven gekend.
De vrijstaande klokkentoren staat zuidelijk van de kerk en heeft een tentdak. Tot 19 juni 1945 bezaten de klokkentoren en de dakruiter op de kerk dezelfde hoogte. Op deze dag werd de torenspits getroffen door blikseminslag en wegens geldgebrek slechts voor het noodzakelijke herbouwd.

## Interieur
Het interieur heeft sinds 1772 een houten tongewelf. De preekstoel werd in 1714 in Amsterdam gebouwd, maar vanwege overeenkomsten met de preekstoel van Pilsum wordt dit kerkmeubilair ook door sommigen toegeschreven aan Peter Gerkes Husmann uit Emden.
Tot de oudste voorwerpen behoort het doopvont van Bentheimer zandsteen. Dit doopvont stamt uit de 13e eeuw en is mogelijk afkomstig uit een voorgangerkerk. In het koor staan romaanse sarcofagen uit het midden van de 12e eeuw. De oudste grafzerken dateren van 1599 en 1637 en zijn versierd met wapens en inschriften. Boven de westelijke ingang bevindt zich een loge met een klok.
Onbekend is of een stenen doksaal vroeger het koor van het schip scheidde. Tegenwoordig worden de beide ruimten door een houten wand gescheiden, waarvoor de orgelgalerij werd gebouwd. In het vooruitspringende middendeel van de borstwering van de galerij is voor de sier een rugpositief verwerkt.  

## Orgel

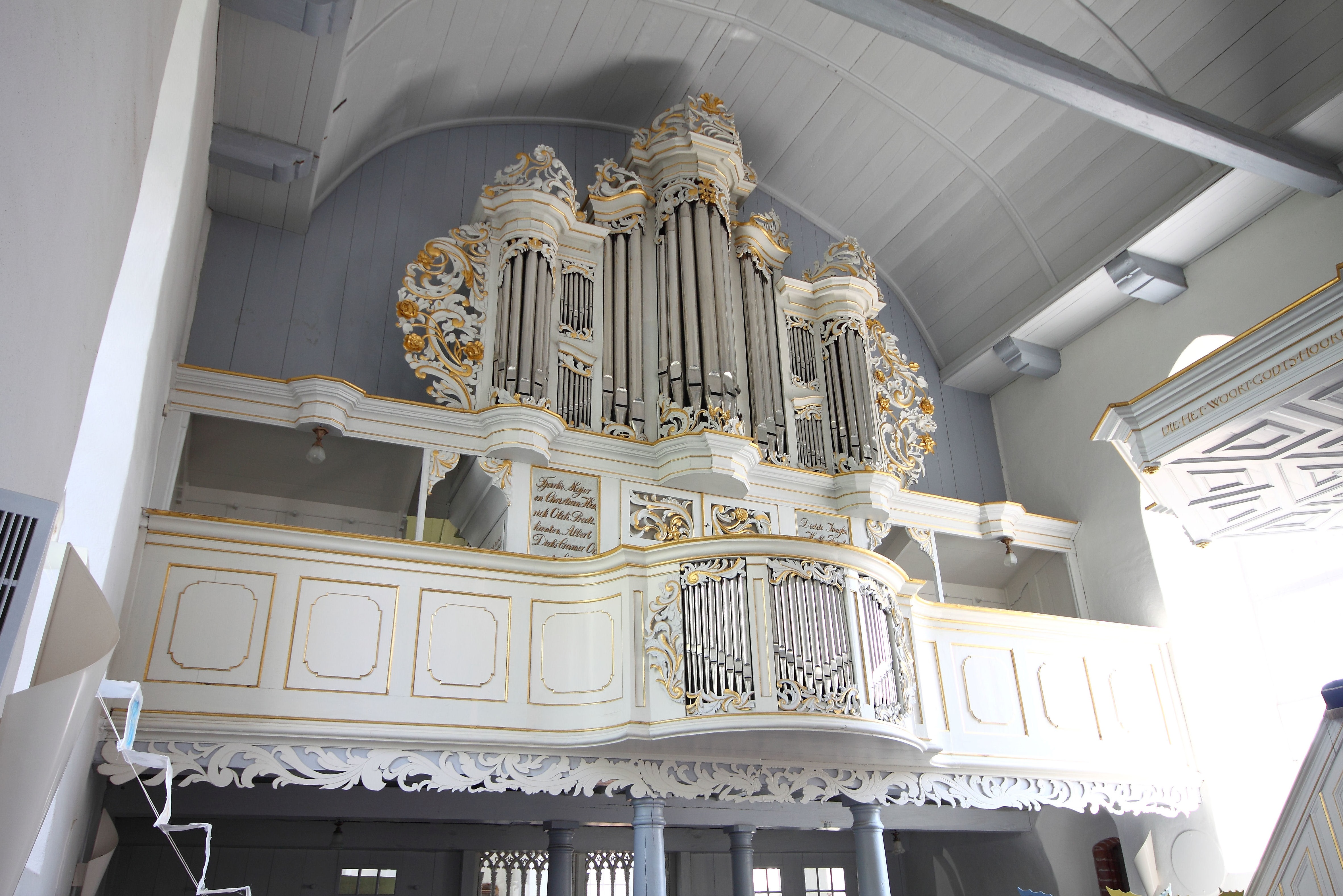
Het orgel van Hinrich Just Müller

Het orgel werd in de jaren 1776-1778 door Hinrich Just Müller gebouwd en bleef grotendeels bewaard. Het vervoegt over 14 registers, verdeeld over twee manualen en een aangehangen pedaal. Bartelt Immer restaureerde in 2000 het instrument en reconstrueerde de verloren gegane registers.
| I Hoofdwerk C–c3 |                |     |     |
| 1.               | Principaal     | 8′  | M/I |
| 2.               | Quintadeen     | 16′ | M/I |
| 3.               | Viola di Gamba | 8′  | I   |
| 4.               | Octaaf         | 4′  | M   |
| 5.               | Gemshoorn      | 4′  | M   |
| 6.               | Quint          | 3′  | M   |
| 7.               | Octaaf         | 2′  | M   |
| 8.               | Mixtuur IV     |     | M   |
| 9.               | Trompet B/D    | 8′  | I   |

| II Borstwerk C–c3 |            |    |   |
| 10.               | Gedekt     | 8’ | M |
| 11.               | Roerfluit  | 4’ | M |
| 12.               | Octaaf     | 2’ | M |
| 13.               | Scherp III |    | M |
| 14.               | Kromhoorn  | 8’ | I |

| Pedaal C–d1 |                    |
|             | aangehangen aan HW |

M = Hinrich Just Müller (1778)
I = Bartelt Immer (2000)